# Callionima nomius
Callionima nomius är en fjärilsart som beskrevs av Walker 1856. Callionima nomius ingår i släktet Callionima och familjen svärmare. Inga underarter finns listade i Catalogue of Life.

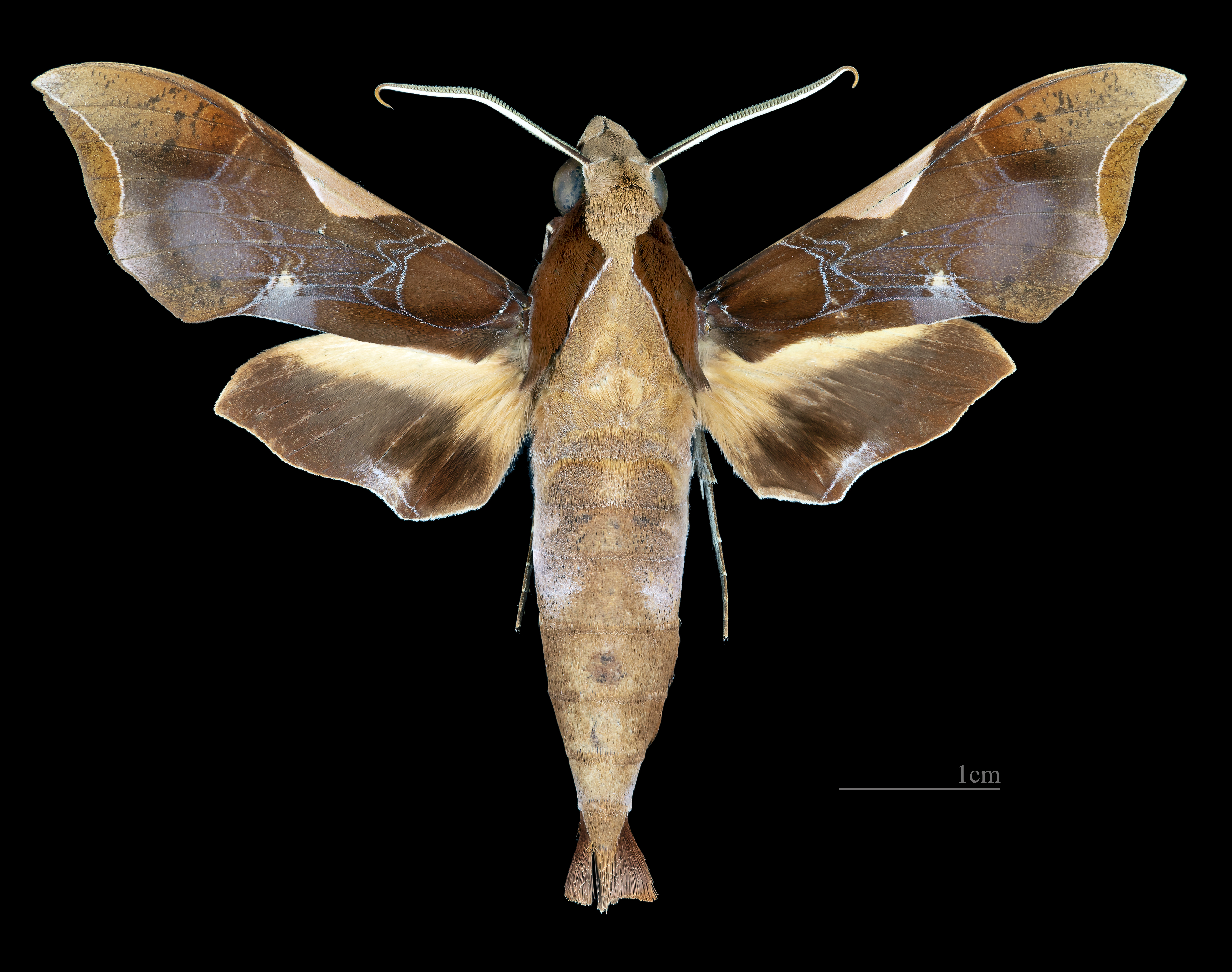
Callionima nomius ♂
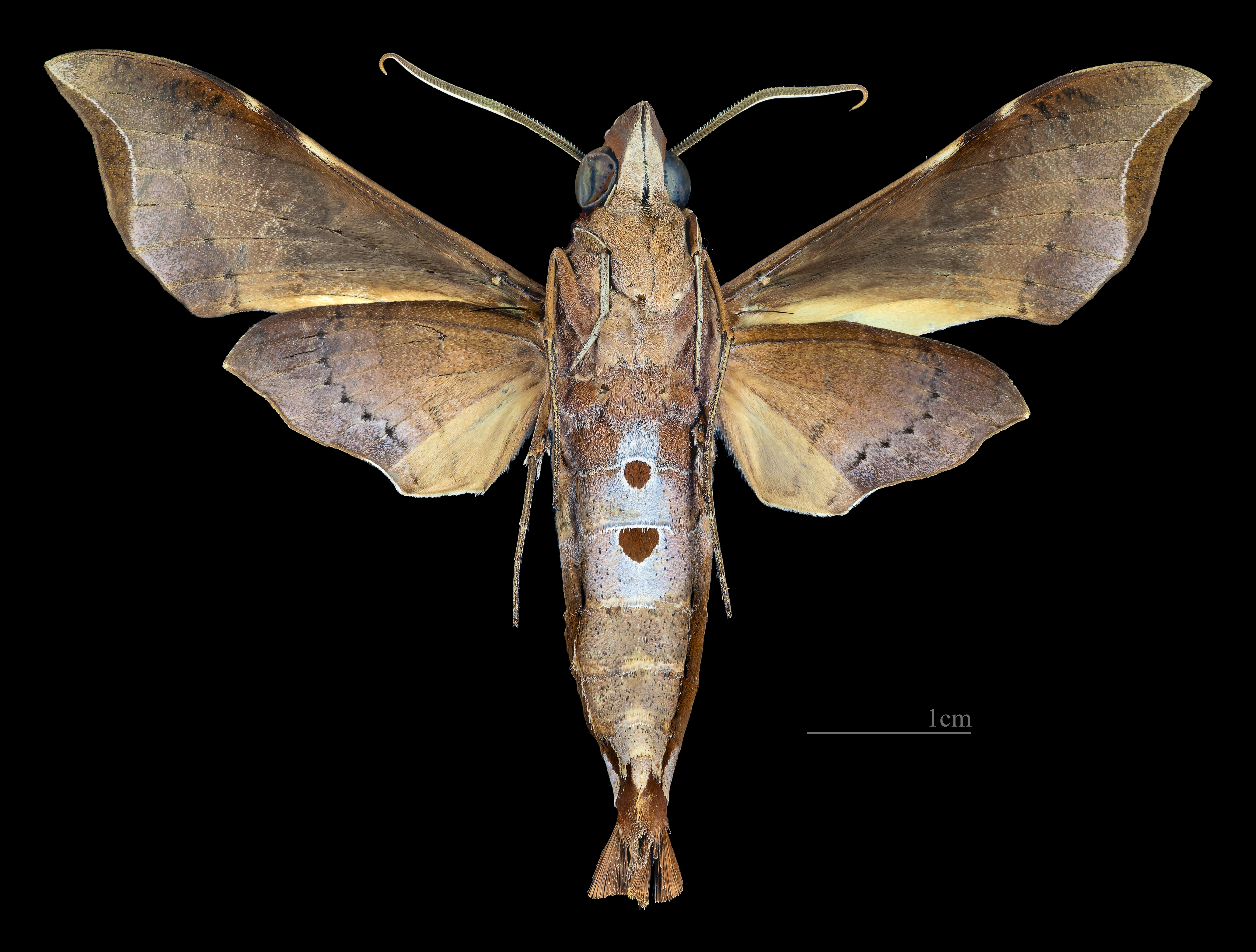
Callionima nomius ♂  △
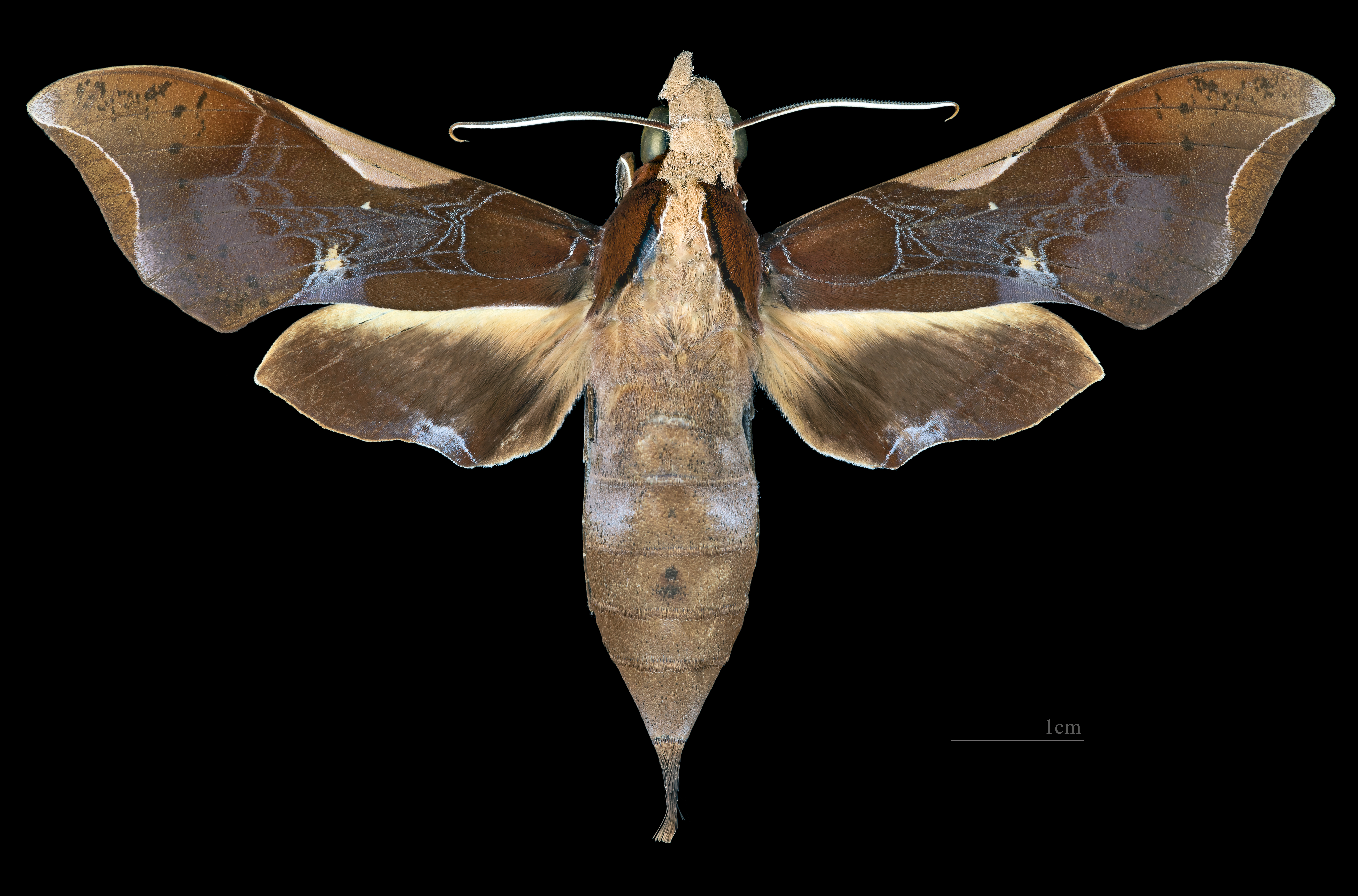
Callionima nomius ♀
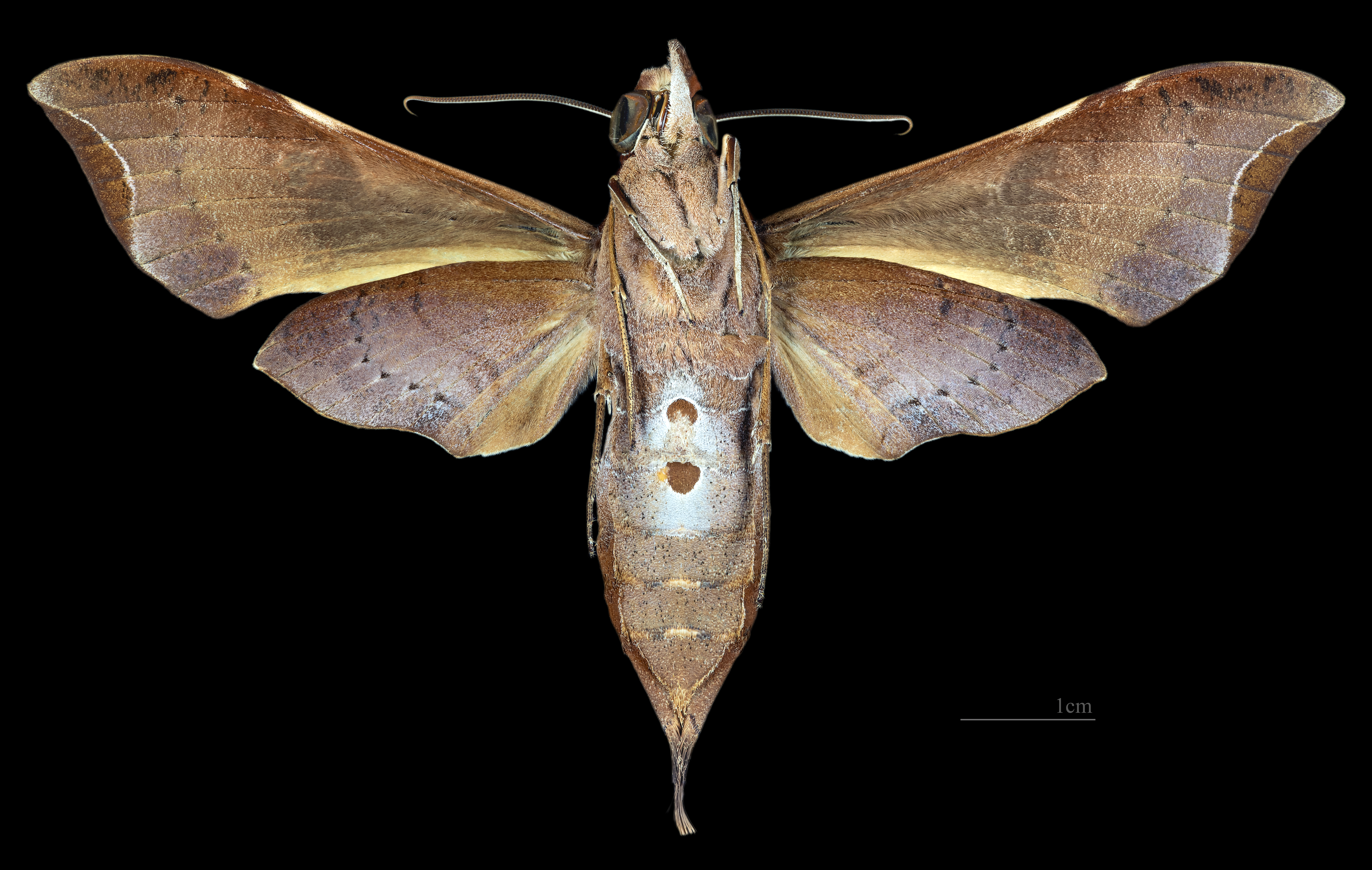
Callionima nomius  ♀ △